# Isla Chesterfield
Isla Chesterfield (en francés: Île Chesterfield, en malgache: Nosy Chesterfield) es el nombre de una isla del país africano de Madagascar, localizada en el canal de Mozambique del Océano Índico en la costa del Cabo de San Andrés (cap Saint-André), concretamente en las coordenadas geográficas 16°19′59″S 43°58′01″E / -16.33306, 43.96694. Administrativamente depende de la Provincia de Mahajanga en el noroeste de Madagascar.